# 그대가 없는 여름
〈그대가 없는 여름〉(일본어: 君がいない夏 키미가이나이나츠[*])는 DEEN의 열두 번째 싱글로 1997년 8월 27일에 비그램 레코드에서 발매됐다.

## 개요
2007년에 발매된 베스트 음반 《DEEN The Best Classics》에는 Acoustic version이 수록되어있다. 작사 · 작곡의 코마츠 미호가 자신의 앨범 《수수께끼》로 셀프 커버하고 있다.

## 수록곡
- 전체 편곡: 이케다 다이스케

| #            | 제목                                    | 작사            | 작곡         | 재생 시간 |
| ------------ | --------------------------------------- | --------------- | ------------ | --------- |
| 1.           | 〈그대가 없는 여름〉 (君がいない夏)     | 코마츠 미호     | 코마츠 미호  | 4:21      |
| 2.           | 〈love me〉                             | 이케모리 슈이치 | 야마네 코지  | 4:17      |
| 3.           | 〈그대가 없는 여름 (Original Karaoke)〉 |                 |              |           |
| 4.           | 〈love me (Original Karaoke)〉          |                 |              |           |
| 총 재생 시간 | 총 재생 시간                            | 총 재생 시간    | 총 재생 시간 | 17:28     |

## 타이업
- TV 애니메이션 《명탐정 코난》 네 번째 닫는 곡 (#1)
- TV 애니메이션 《명탐정 코난》 삽입곡 (#2)

## 참가 음악가
- 이케모리 슈이치: 보컬
- 야마네 코지: 키보드
- 우즈모토 나오키: 드럼
- 타가와 신지: 기타

| TV 애니메이션 《명탐정 코난》 닫는 곡 1997년 8월 11일 (71화) ~ 1997년 12월 1일 (83화) |                           |                                         |
| 이전 곡: 우토쿠 케이코 〈빛과 그림자의 로망〉                                         | DEEN 〈그대가 없는 여름〉 | 다음 곡: 코마츠 미호 〈소원은 단 하나〉 |

## 출전
1. 1 2  “JBOOK : 그대가 없는 여름 : 딘 : CD”. 《JBOOK》. 문교당. 2013년 8월 6일에 확인함.[깨진 링크(과거 내용 찾기)]